# Manyu
La Manyu est un département du Cameroun situé dans la région du Sud-Ouest. Son chef-lieu est Mamfé.

## Communes
Le département est découpé en 4 arrondissements ou communes :
| COG    | Communes      | Chef-lieu  | Superficie (km²) | Population (2005) |
| ------ | ------------- | ---------- | ---------------- | ----------------- |
| SW0202 | Akwaya        | Akwaya     | 3 682            | 85 914            |
| SW0203 | Eyumodjock    | Eyumodjock | 1 373            | 35 999            |
| SW0201 | Mamfé Central | Mamfé      | 3 199            | 31 641            |
| SW0204 | Upper Bayang  | Tinto      | 1 217            | 27 485            |